# 兵部行遠
兵部 行遠（ひょうぶ ゆきひろ、1944年3月25日 - ）は、日本の実業家。ミライアル代表取締役社長を経て、同社代表取締役会長。

## 人物・経歴
北海道生まれ。千葉県立長生高等学校を経て、1967年法政大学法学部卒業。大学の学費は全額アルバイトで捻出した。大学卒業後、商社・大宝産業に入社し、営業部門に配属される。その後ものづくりへの思いから、1970年営業先だった町工場・柿崎製作所（のちのミライアル）に入社。熊本事業所長を経て、1985年取締役に昇格。1998年専務取締役。
創業者から株式の譲渡を受け、2000年に柿崎製作所代表取締役社長に就任。同社再発足にあたり、2003年にミライアルに商号変更を行い、2005年にはジャスダック上場を果たした。2007年山城精機製作所代表取締役会長。2008年ワイエム管財代表取締役社長。2010年山城精機製作所代表取締役会長兼社長。2012年ミライアル代表取締役会長、宮本樹脂工業会長。趣味は野菜栽培。